# Иван Тричковски
Иван Тричковски (рођен 18. априлa 1987. у Скопљу) је македонски фудбалер и репрезентативац.

## Каријера
Каријеру је почео у екипи Вардара, а у Македонији је још наступао за Работнички пре него што је у јануару 2008. дошао у Црвену звезду. Није се најбоље снашао са црвено-белима па је каријеру наставио на Кипру. Једну сезону је био на позајмици у екипи Паралимнија да би након тога прешао у АПОЕЛ, где стиче праву фудбалску афирмацију и постаје један од најбољих странаца у Кипарској лиги.
Након добрих партија на Кипру, прелази у белгијски Клуб Бриж. У Брижу није успео да се снађе па је провео и једну сезону на позајмици у Беверену. Од лета 2014. члан је Ал Насра из Дубаија.
Године 2007. је проглашен за фудбалера године у Македонији. За репрезентацију Македоније наступа од 2010. године.